# Джъстин Бийбър
Джъстин Дрю Бийбър (на английски: Justin Drew Bieber) е известен канадски поп певец и автор на песни от френски произход.
Настоящият му мениджър, Скутър Браун, открива певеца чрез клиповете му в платформата YouTube през 2007 г. Браун е впечатлен от тях и се свързва с майката на Джъстин, Пати Мелет, защото иска да работи заедно със сина ѝ. След като убеждава майка му, мениджърът урежда среща на Бийбър с певеца Ъшър в Атланта, щата Джорджия. В резултат на това Джъстин подписва договор с RBMG, звукозаписна компания, която работи заедно с Island Records, и договор за записи, предлагани от Ел Ей Рийд.
Той издава дебютния си албум, My World, през ноември 2009 г. Албумът получава платинен сертификат в САЩ. Джъстин става първият изпълнител, който има седем песни от дебютен албум в Billboard Hot 100. Бийбър издава първия си студиен албум – My World 2.0 през март 2010 г. Дебютира под номер 1 в няколко страни и става платинен в САЩ. След албума е пуснат и сингълът „Baby“, който от юли 2014 г. е най-нехаресваният клип в YouTube и клипът с най-много гледания на платформата на Vevo. След това е първото му турне My World Tour и ремикс албум, озаглавен My Worlds Acoustic и Never Say Never – The Remixes. Певецът прави и свой 3D биографичен филм Justin Bieber: Never Say Never. Бийбър издава втория си студиен албум Under the Mistletoe през ноември 2011 г., когато дебютира под номер 1 в Billboard 200, и издава третия си студиен албум Believe през юни 2012 г.
Само на територията на САЩ са продадени 105 млн. копия от албумите му, което го прави един от най-продаваните изпълнители за всички времена.
Джъстин получава много награди, включително American Music Award за изпълнител на годината през 2010 и 2012 г. Той е номиниран за най-добър нов изпълнител и най-добър поп вокален албум на 53-тите награди Грами. Бийбър нарича огромния си брой фенове „билийбъри“. Певецът има милиони последователи в Туитър и други социални мрежи. Той е вписан три пъти в списание Форбс като един от десетте най-влиятелни личности в света през 2011, 2012 и 2013 г. От 10 септември 2015 Джъстин държи световния рекорд на Гинес за най-млад артист, чиято песен „What Do You Mean“ дебютира под номер 1 в Billboard Hot 100. Бийбър стана първият изпълнител, който има 10 милиарда гледания в YouTube.

## Ранен живот
Джъстин Бийбър е роден на 1 март 1994 г. в Лондон, Онтарио, Канада, в болницата Свети Джоузеф, и е израснал в Стратфорд, Онтарио. Като дете се интересува от хокей, футбол, шах и музика. Баща му е Джеръми Бийбър, а майка му – Пати Мелет. Родителите на певеца никога не са били женени. Пати отглежда сина си с помощта на майка си и нейния съпруг. Пати е от френско-канадски произход, а прадядото на певеца има германски, английски и ирландски корени. От страна на баща си Джъстин има по-малък брат Джаксън и по-малка сестра Джасмин. Пати работи на нископлатени места, отглеждайки сина си като самотна майка с ниски доходи.
Бийбър изучава френски език в началното училище в Стратфорд. Израствайки, се научава да свири на пиано, барабани, китара и тромпет. Завършва гимназия в Стратфорд през 2012 с 4 GPA. В началото на 2007 г. на 12 години Джъстин изпява песента на Ни-Йо „So Sick“ на местно състезание по пеене и печели второ място. Майка му качва видеото в YouTube, за да могат семейството и приятелите да го видят. Тя продължава да качва негови клипове, в които изпълнява кавъри на различни песни, и популярността на момчето нараства.

## Кариера

### 2008 – 2010: Начало на кариерата иMy World
Докато търси клипове на различни певци, Скутър Браун, който е бивш изпълнителен директор на маркетинга So So Def, кликва случайно върху един клип на Бийбър от 2007. Впечатлен той издирва момчето и се свързва с майка му. Тя си спомня, че се е молила: „Боже, аз го дадох на теб. Можеш да ми изпратиш християнски мъж, християнски лейбъл.“ и „Боже, ти не искаш това еврейско дете да бъде мъж на Джъстин, нали?“. Въпреки това църковните старейшини я убедили да пусне сина си с Браун. Когато е на 13, Бийбър отива в Атланта, Джорджия, за да запише демо записи. Джъстин започва да пее за Ъшър една седмица по-късно.
Скоро подписва с RBMG. Джъстин Тимбърлейк също е уведомен, че може да подпише с Джъстин, но губи войната за наддаването от Ъшър. Певецът после търси съдействие за намирането на жилище на момчето. Бийбър подписва с Island Records през октомври 2008, а Ел Ей Рийд назначава Крис Хикс да управлява кариерата на Джъстин. По-късно Бийбър се премества в Атланта заедно с майка си, за да работи с Ъшър и Браун. Скутър става мениджър на момчето през 2008.
Първият сингъл на Джъстин One Time е издаден по радиото, докато Бийбър още записва дебютния си албум. Песента достига номер 12 в Canadian Hot 100 през първата седмица от издаването си през юли 2009, а по-късно достига номер 17 в Billboard Hot 100. През есента на 2009 песента има успех в цял свят. Тя получава платинен сертификат в САЩ и Канада и златен в Австралия и Нова Зеландия. Албумът му My World е издаден на 17 ноември 2009. Вторият сингъл на албума One Less Lonely Girl и два промо сингъла Love Me и Favorite Girl са издадени ексклузивно по iTunes Store и влизат в топ 40 в Billboard Hot 100.
One Less Lonely Girl по-късно е пусната по радиото и достига своя връх в топ 15 в Канада и САЩ, които ѝ дават златен сертификат. My World получава платинен сертификат в САЩ и става двойно платинен в Канада и Англия. За промотиране на албума, Бийбър прави няколко шоута на живо на VMA 09 Tour, The Dome, YTV's The Next Star, The Today Show, The Wendy Williams Show, Lopez Tonight, The Ellen DeGeneres Show, It's On with Alexa Chung, Good Morning America, Chelsea Lately и BET's 106 & Park заедно с Риана. Джъстин е гост звезда в епизод на True Jackson, VP в края на 2009.
Бийбър изпълнява песента Someday at Christmas за президента Барак Обама и първата дама Мишел Обама в Белия дом във Вашингтон. Събитието е излъчено на 20 декември 2009 по телевизионния канал TNT. Джъстин е един от изпълнителите на Dick Clark's New Year's Rockin' Eve на 31 декември 2009. Бийбър е водещ на 52-рите награди Грами на 31 януари 2010. Той е поканен за вокалист за римейка на We Are the World.
На 12 март 2010 версията на Wavin' Flag е записана от канадски музиканти, известни като Млади артисти за Хаити. Бийбър също е включен в песента.

### 2010 – 2011:My World 2.0иNever Say Never
През януари 2010 е издадена песента Baby от дебютния му албум. Песента с участието на Ludacris се превръща в международен хит. Застава на номер пет в Billboard Hot 100 в САЩ; достига номер три в канадския Hot 100 и е в топ 10 в някои държави. Два промо сингъла, Never Let You Go и U Smile, са в топ 30 хитове в Hot 100 в Америка и в топ 20 в Канада. Според Metacritic албумът е получил „като цяло благоприятни мнения“. Албумът дебютира под номер едно в Billboard 200 в САЩ, правейки Бийбър най-младият соло изпълнител на върха на класацията след Стиви Уондър през 1963. My World 2.0 също дебютира под номер едно в канадската, ирландската, австралийската и новозеландската класация за албуми и достига топ 10 в петнадесет други страни.
За промотирането на албума Бийбър се появява в няколко програми на живо, включително The View, the 2010 Kids' Choice Awards, Nightline, Late Show with David Letterman, The Dome and 106 & Park. Шон Кинг се появява в следващия сингъл на албума Eenie Meenie. Песента достига топ 10 във Великобритания и Австралия и топ 20 в още страни. На 10 април 2010 Джъстин е гост в Saturday Night Live. На 4 юли 2010 той участва в Macy's Fourth of July Fireworks Spectacular в Ню Йорк. Следващият сингъл от албума Somebody to Love излиза през април 2010, а ремиксът е с участието на Ъшър. На 23 юни 2010 Бийбър започва с официалното си турне от Хартфорд. През юли 2010 е съобщено, че Джъстин е най-търсената знаменитост в интернет. Същият месец видеоклипа на Baby надминава песента Bad Romance на Лейди Гага, ставайки най-гледаният и най-нехаресваният клип в YouTube. През септември 2010 е съобщено, че Бийбър отчита три процента от целия график в Туитър, според служители на сайта за социални мрежи.
Във втория албум на Бийбър заради пубертета гласът му е по-плътен и дълбок, отколкото в първия. През април 2010 певецът говори за себе си: „Това кърти. Като всеки тийнейджър се занимавам с гласа си и имам най-добрият вокален треньор в света. [...] Някои от нотите, които изпях в Baby, не мога да изпея сега. Налага се да намалим клавиша, докато пея на живо.“. Бийбър е гост-звезда в епизод на От местопрестъплението: Маями, който се излъчва на 23 септември 2010. Той участва и в следващия епизод, излъчен на 17 февруари 2011 и в който героят му е убит. Джъстин свири на барабани на Музикалните награди на MTV на 12 септември 2012. През октомври 2010 певецът обявява, че ще бъде издаден и акустичен албум – My Worlds Acoustic. Той е издаден на 26 ноември 2010 в САЩ и включва акустични версии и на други песни. Събитието е придружено с издаването на новата му песен Pray.
3D биографичен филм за живота на Джъстин със заглавие Justin Bieber: Never Say Never е издаден на 11 февруари 2011. На премиерата са спечелени $12,4 милиона в над 3150 киносалона. Филмът събира $30,3 милиона за уикенд, но е задминат от комедията Just Go with It, която събира $31 милиона. А по-късно Hannah Montana & Miley Cyrus: Best of Both Worlds Concert на Майли Сайръс държи рекорда за топ дебют с $31,1 милиона. Never Say Never събира общо $98 441 954 за цял свят. Филмът е придружен от втори ремикс албум, издаден на 14 февруари 2011.
През юни 2011 Бийбър бе класиран под номер 2 в списъка на Форбс за най-добре платените знаменитости под 30 години. Той е най-младата звезда и първият от седем музиканти, които печелят $53 милиона за период от една година. На 1 ноември 2011 Джъстин издава албум с коледни песни Under the Mistletoe, който е вторият му студиен албум. Той дебютира под номер 1 в Billboard 200, продавайки 210 000 копия в първата седмица след издаването му.

### 2012 – 2015:Believe, Journalsи други изяви
В края на 2011 Бийбър започва записването на третия си студиен албум, озаглавен Believe. Следващата седмица Джъстин се появява в шоуто на Елън Дедженеръс, за да обяви, че първият му сингъл се казва Boyfriend и ще бъде издаден на 26 март 2012. Песента дебютира под номер 2 в Billboard Hot 100 в САЩ, правейки я втората песен в историята с най-висок дигитален дебют за седмица. Бил Верде отбелязва, че не е успял да дебютира под номер 1, защото дигиталното сваляне на трака е било достъпно само чрез iTunes Store. Boyfriend става първият сингъл на Джъстин, който някога достига до най-високата позиция в Hot 100 в Канада, като дебютира под номер 1 и остава на тази позиция за една седмица.
Третият му студиен албум, Believe, е издаден на 19 юни 2012. Албумът включва денс поп и R&B жанрове. За разработването на по-„зрял“ звук Бийбър си сътрудничи с широк кръг продуценти, като Darkchild, Hit-Boy, Diplo и Макс Мартин. Entertainment Weekly хвали Джъстин, наричайки албума едновременно „преоткриване и реинтродукция“. Rolling Stone отбелязва, че гласът му е по-дълбок. Believe дебютира под номер 1 в Billboard 200, превръщайки се в четвъртия му номер едно албум. Той продава 57 000 копия през първата си седмица в Канада.
Турнето Believe започва през септември 2012 в Глендейл, Аризона. На 14 декември 2012 Бийбър се появява в шоуто на Елън, където обявява, че ще издаде акустична версия на албума си Believe, което става на 29 януари 2013. Джъстин се завръща в Saturday Night Live като домакин и музикален гост на 9 февруари 2013. Неговата поява в шоуто не се възприема добре от зрителите и той получава много критики.
На 7 март 2013 Бийбър припада зад кулисите на лондонската арена О2, след като се е оплакал от проблеми с дишането по време на изпълнението си и е откаран в болница. Той отменя втория си концерт в Лисабон, Португалия, тъй като продажбите на билети са ниски. В средата на август 2013 ремикс дует от неиздадени песни на Майкъл Джаксън с участието на Джъстин излиза онлайн. В отговор на критиките за този дует, MJ Estate не дава разрешение за издаването на тези песни и прави опити да премахне дуетите от колкото е възможно повече сайтове. По-късно песен, озаглавена Twerk, от рапъра Лил Туист, Майли Сайръс и Бийбър, изтича в интернет.
На 3 октомври 2013 Бийбър обявява, че ще пуска по една нова песен всеки понеделник в продължение на 10 седмици като увод към филма му Believe, чиято премиера е на 25 декември 2013. Филмът е продължение на Justin Bieber: Never Say Never. Първата му песен Heartbreaker излиза на 7 октомври, а втората All That Matters е издадена на 14 октомври. Последвана е от Hold Tight на 21 октомври, Recovery на 28 октомври, Bad Day на 4 ноември и All Bad на 11 ноември. Седмата песен PYD излиза на 18 ноември. Последвана е от Roller Coaster на 25 ноември и Change Me на 2 декември. Финалната песен Confident е издаден на 9 декември 2013. Същия ден е обявено, че всички десет песни ще бъдат представени в една колекция, наречена Journals. Тя ще включва още пет допълнителни неиздавани песни, видео на All That Matters и трейлър на Believe. Journals е на разположение само за ограничен период от време: от 23 декември 2013 до 9 януари 2014. Петте допълнителни песни са One Life, Backpack, What's Hatinin, Swap It Out и Memphis. През ноември 2014 Джъстин издава песента Home to Mama, която е с участието на Коди Симпсън.
Заради разтрогването на универсалната музикална дивизия The Island Def Jam Music Group през април 2014, Бийбър и други артисти да прехвърлени към Def Jam Recordings, като те повече нямат договор с Island Records.
През февруари 2015 Бийбър пуска ремикс на песента Where Are Ü Now с участието на Jack Ü. През март 2015 Джъстин се появява във видеоклипа на песента на Карли Рей Джепсън I Really Like You. През март Бийбър се появява в Comedy Central Roast. Певецът участва и в епизод на Knock Knock Live.

### 2015 – настояще:Purpose
На 28 август 2015 Бийбър пуска нов сингъл What Do You Mean, който е водещият сингъл от четвъртия студиен албум на певеца Purpose. Песента става първият номер едно сингъл на Джъстин, който е в Billboard Hot 100. Певецът става най-младият артист, чиято песен дебютира на върха на тази класация. На 23 октомври 2015 Джъстин издава втория сингъл от албума си Sorry, като песента дебютира под номер две в Billboard Hot 100. След осем непоследователни седмици под номер две Sorry се изкачва на първо място в класацията и става вторият номер едно сингъл на Бийбър в Billboard Hot 100. Третия сингъл от албума Love yourself също достига номер едно в САЩ, правейки Бийбър първия певец почти от десетилетие, който има три номер едно сингъла от един албум след Джъстин Тимбърлейк. Четвъртият сингъл Company от албума излиза на 8 март 2016. На 12 февруари 2016 първите четири албума на Джъстин са пуснати на винил за първи път.
Purpose е издаден на 13 ноември 2015 и дебютира под номер едно в Billboard 200, като става шестият албум на Бийбър, който дебютира на върха на тази класация. Албумът е четвъртият най-много продаван през 2015 със световни продажби от 3,1 милиона копия. На 11 ноември 2015 Джъстин обявява, че ще започне турнето си Purpose. Турнето започва на 9 март 2016 в Сиатъл, Вашингтон.
На 22 юли 2016 Бийбър издава нов сингъл с участието на Major Lazer и MØ, наречен Cold water.

## Творчество

### Музикален стил и влияния
Музиката на Бийбър е в поп стил, като включва елементи от R&B. Джоди Роузен от списание „Ролинг Стоун“ твърди, че музиката на певеца „предлага нежно въведение в мистериите и сърдечните терзания на младежите: песните са пълни с романтика, но най-вече са препълнени със самия секс“.
Бийбър цитира Бийтълс, Майкъл Джексън, Марая Кери, Джъстин Тимбърлейк, Boyz II Men и Ъшър като свои музикални вдъхновения. Джъстин каза, че албумът My World 2.0 е повлиян от Тимбърлейк.

### Глас
След като до дебюта си пее с юношеския си глас, започва да изпитва промени по време на изпълнението на Pray на наградите American Music през 2011 в резултат на пубертета. Той приема вокална помощ от Ям Смит, докато приключи преходът към новия му глас. Шон Майкълс го описва като „най-голямата заплаха за кариерата му“ по това време.
При преглед на албума Purpose, Нийл Маккормик прави комплимент за неговото „меко, еластично и съблазнително пеене“. Керълайн Съливан също хвали неговия „престорено задъхан глас“, но казва, че „гласът скоро втръсва“ след изслушване на целия албум.

## Обществен имидж

### Общо
Ъшър казва, че когато е подписал с Бийбър са били на една и съща възраст: „Имах шанса да засиля своя успех, докато това се случи рязко с него.“ В резултат на това Ъшър, Бийбър, неговият бодигард и хората около него постоянно го обучават за работата върху славата му и обществения му имидж. След като подписва с Джъстин, Ъшър назначава един от бившите му сътрудници за тур мениджър и стилист на Бийбър.
Бийбър е включен в тийн списания като Tiger Beat и е представен като „тийнейджър красавец“. Восъчните статуи на Джъстин с промяната на прическата му са изложени в музея на Мадам Тюсо в Ню Йорк, Амстердам и Лондон. Промяната на прическата му през 2010 му спечелва титлата „човека с най-скъпа музикална прическа за всички времена“.
"Той е единствения човек, който е израснал с камери и смартфони до него 24/7. Друго дете може да излезе, да си прекара добре вечерта в града и никой да не го е грижа, но Джъстин е най-търсеният човек в Гугъл в продължение на четири години."
През 2010 Бийбър е критикуван за неговия вид и звучене като на по-млад от възрастта си, а следващата година го обявяват за хомосексуален. Неговият тийн поп имидж, музика и медийно внимание допринасят за критиките и той е мишена на много интернет влогъри и потребители от YouTube.
През 2013 Бийбър казва, че е повлиян от черната култура, но той не мисли за това като за черно и бяло; за него това е начин на живот или „swag“. Неговата фенове се наричат „билийбъри“, като това определение е включено към най-използваните думи през 2010. Ранната фенбаза на Бийбър в YouTube предхожда издаването на първия му албум.

### YouTubeиTwitter
Според Джан Хофман от The New York Times част от критиката към Бийбър е заради неговия YouTube канал. Дълго преди издаването на EP, My World неговите клипове привличат милиони гледания. Преди да отлети към Атланта, Скутър Браун иска да изгради повече неговия имидж в YouTube и певецът снима повече домашни клипове. Браун казва: „Джъстин пее така сякаш никой друг не е в стаята. Но нека не използваме скъпи фотоапарати.“ Ние ще го дадем на децата, позволявайки им да го обработват, така ще чувстват сякаш е техен.“ Джъстин продължава да качва клипове в канала си и открива свой акаунт в Туитър, чрез който разговаря със своите фенове. През ноември 2010 е съобщено, че певецът има повече от 6 милиона последователи. През януари 2013 е обявено, че Бийбър е надминал Лейди Гага и е най-следваното лице в Туитър до ноември 2013, когато Кейти Пери го надминава с повече последователи.
Бийбър е актуален в Туитър, тъй като феновете му често го обсъждат; той е обявен за топ трендвана звезда в Туитър през 2010, като дават 100 точки за акаунта му. През април 2013 от анализ на социалната мрежа е съобщено, че 16,7 милиона от неговите 37 милиона последователи не са истински.

## Личен живот

### Религия и връзки
Бийбър се идентифицира като верен привърженик на християнството и казва, че комуникира с Бог чрез молитва и че „той е причината аз да съм тук“. Той отразява вярата си във видео с Брандън Бърк, озаглавено #iPledge, в което той „говори откровено за благодарността му за принципа на прошката в християнската религия“. По отношение на сексуалното въздържание певецът казва пред списание „Ролинг Стоун“: „Не мисля, че трябва да правиш секс с някого, освен ако не го обичаш.“. Той добавя, че не вярва в аборта и че това е като „убиване на бебе“. Когато е попитан за аборта след изнасилване, Бийбър каза: „Предполагам, че не съм бил в такава позиция, така че нямам право да съдя това.“ Неговото мнение за сексуалната ориентация е, че това е „собствено решение“ и той е допринесъл за проекта „It Gets Better“. Това е група, чиято цел е да предотврати самоубийството сред LGBT младежта.
Откакто Джъстин е в САЩ, притежава виза O-1 със статут на временно пребиваващ, основан на „изключителни заслуги или постижения“ в една област. Бийбър заявява, че не е заинтересован от получаване на американско гражданство. Той оценява Канада като „най-добрата страна в света“, давайки за пример нейното правителство и здравна система.
През декември 2010 г. Джъстин започва връзка с певицата Селена Гомес. През ноември 2012 е съобщено, че са се разделили, но те се срещат отново за по няколко месеца през 2013, 2014 и през 2015 г., и още веднъж в края на 2017 г.
Бащата на Джъстин, Джеръми Бийбър, е бивш дърводелец и е тренирал смесени бойни изкуства. През март 2014 списание Ролинг Стоун характеризира Джеръми като „разделен с майката на Джъстин, когато той е малко дете и невинаги стоящ наоколо след това. Но той има място в обкръжението на суперизвестния си син.“

### Одобрения, продукти и филантропия
Наред с кариерата си на музикант, Бийбър се занимава и с бизнес и филантропия.
Той е инвеститор в технологични компании и прави първото си инвестиране през 2009. Оттогава той инвестира милиони долари в малки технологични фирми, като Shots, SoJo Studios, Spotify и Stamped. Джъстин заявява, че няма да инвестира в нещо, което не харесва, докато не повярва в продукта.
През 2012 Бийбър подпомага Adidas. Той става лице на Келвин Клайн през 2015. По-късно през същата година си партнира с StarShop.
От 2014 Бийбър популяризира четири аромата. Джъстин стартира дебютния си парфюм Someday през 2011. Той събира повече от 3 милиона щатски долара точно за три седмици, като индустриалните експерти считат това за един от най-успешните парфюми на знаменитост. Бийбър стартира втория си аромат Girlfriend през юни 2012. Третият му парфюм The Key стартира през юли 2013, а четвъртият – Justin Bieber Collector's Edition през 2014.
Бийбър подкрепя „Pencils of Promise“, благотворителна организация, основана от Адам Браун – по-малкия брат на мениджъра на Джъстин. Организацията изгражда училища в развиващите се страни, а Бийбър е мениджър на организационна кампания в Гватемала. Той служи като говорител на организацията чрез споделянето на обяви и реклами за благотворителност. Той обещава, че ще посети училищата, които даряват най-много средства за организацията. Джъстин участва в набирането на средства за благотворителност на гала вечери и дарява част от приходите си от концерти и парфюма Someday.
Певецът се появява в организацията за хуманно отношение към животните PSA, като насърчава хората да приемат животни от приюти, вместо да купуват домашни любимци от магазини.

## Дискография

### Студийни албуми
- Му World 2.0 (2010)
- Under the Misletoe (2011)
- Believe (2012)
- Purpose (2015)
- Changes (2020)
- Justice (2021)
- Swag (2025)

### Компилационни албуми
- My Worlds: The Collection (2010)
- Journals (2013)
- The Best (2019)

### Ремикс албуми
- My Worlds Acoustic (2010)
- Never Say Never: The Remixes (2011)
- Believe Acoustic (2013)

### EP
- My World (2009)
- Freedom (2021)

### Концертни турнета
- Urban Behavior Tour (2009)
- My World Tour (2010 – 2011)
- Believe Tour (2012 – 2013)
- Purpose World Tour (2016 – 2017)
- Justice World Tour (2022)

## Филмография
- Justin Bieber: Never Say Never (2011)
- Justin Bieber's Believe (2013)
- Zoolander 2 (2016)
- Justin Bieber: Seasons (2020)
- Justin Bieber: Our World (2021)